# Cumberland (Virginia)
Cumberland es un lugar designado por el censo situado en el condado de Cumberland, Virginia  (Estados Unidos). Según el censo de 2010 tenía una población de 393 habitantes.

## Demografía
Según el censo de 2010, Cumberland tenía una población en la que el 52,9% eran blancos; el 42,5% afroamericanos; el 0,8% eran indios americanos y nativos de Alaska; el 0,3% eran asiáticos; el 0,0% hawaianos y otros isleños del Pacífico; el 1,0% de otra raza, y el 2,5% a partir de dos o más razas. El 2,5% del total de la población eran hispanos o latinos de cualquier raza.